# La Roux

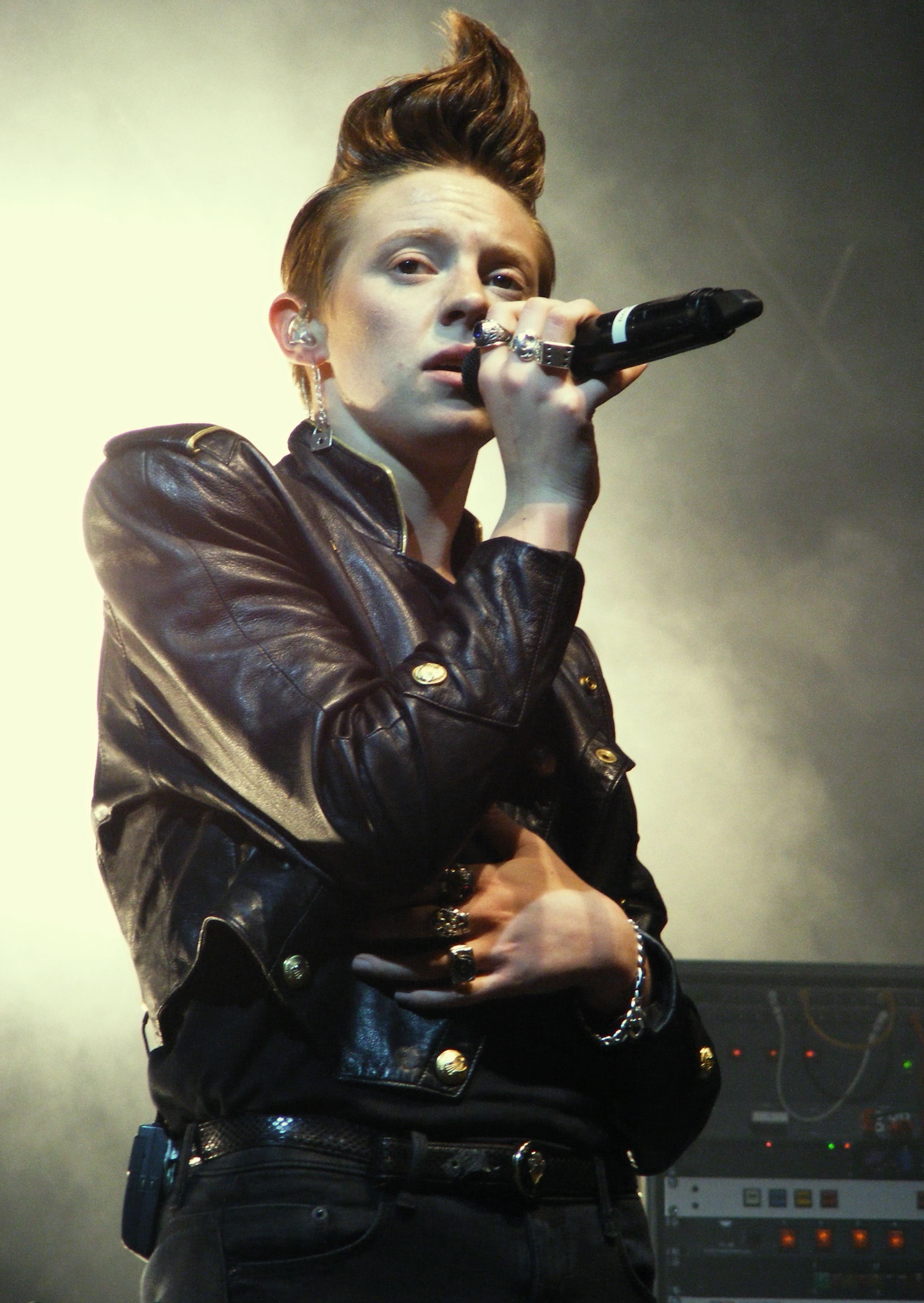
Eleanor Jackson von La Roux (2010)

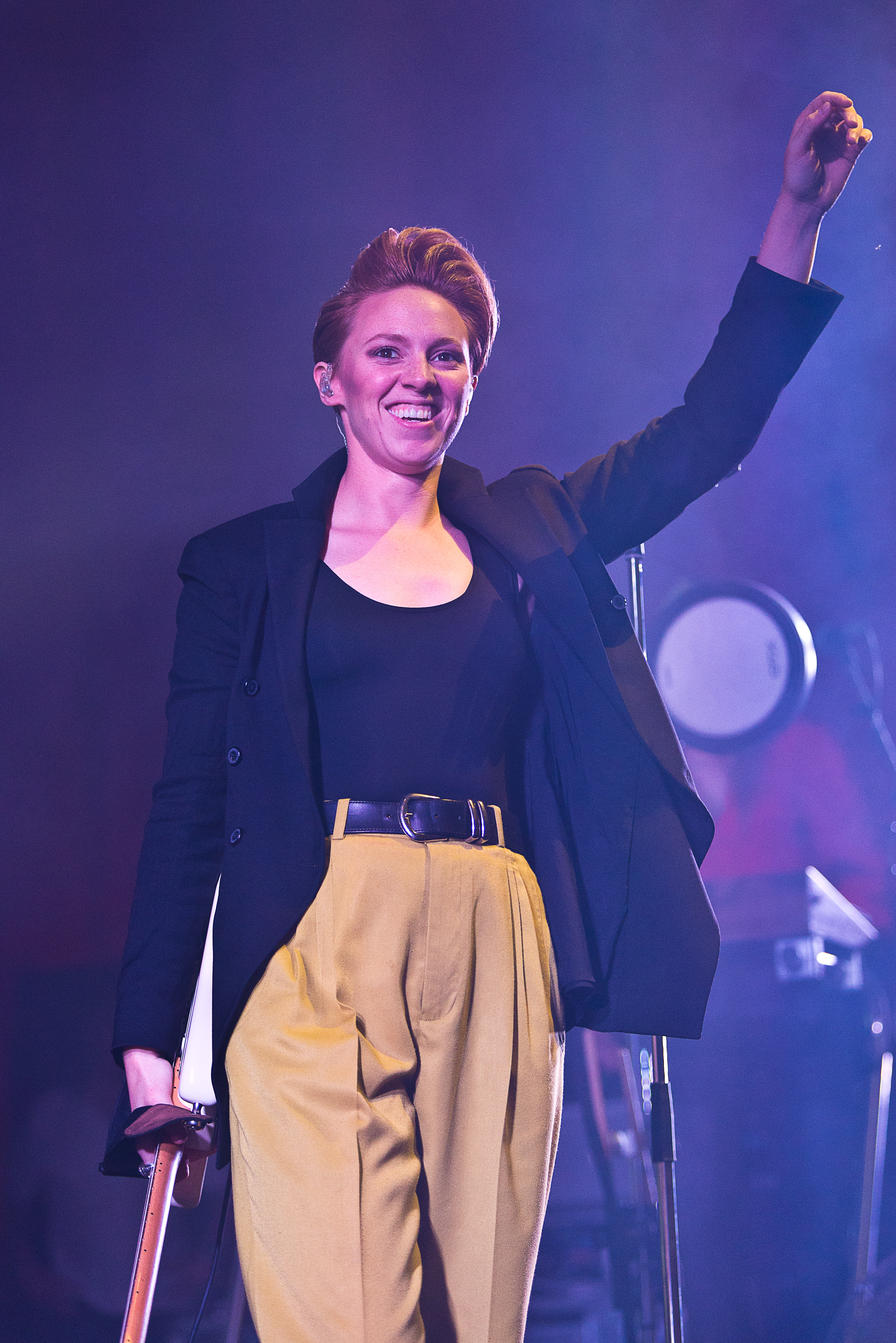
La Roux beim Melt! Festival 2015

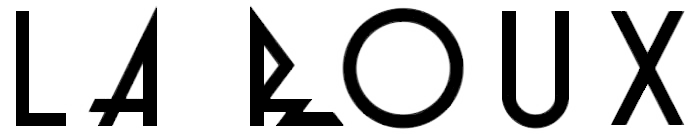
La Roux Logo

La Roux (sprich Laruh) ist das Pseudonym der britischen Singer-Songwriterin und Musikproduzentin Eleanor „Elly“ Jackson (* 12. März 1988).

## Geschichte
Ursprünglich war La Roux ein Electropop-Duo bestehend aus Eleanor Jackson, nicht-binäres Kind der englischen Schauspielerin Trudie Goodwin, und dem Produzenten Ben Langmaid. Dieser hatte schon mit Bands wie Faithless gearbeitet und war davor Mitglied der Rockband Kubb gewesen. In die Arbeit an dem bei Polydor erschienenen Album La Roux (2009) und dessen Produktion brachte Langmaid  Beziehungen und musikalischen Erfahrungen ein. Jackson schrieb die Kompositionen und verfasste alle Songtexte. Als Duo wurden sie Grammy-Preisträger. Mit der Single In for the Kill erreichten sie erste Erfolge, mit Bulletproof gelang der internationale Durchbruch. Die Single erreichte in Großbritannien sogar Platz 1.
Der Bandname, welcher der französischen Grammatik widerspricht („die Rothaarige“ hieße auf Französisch eigentlich la rousse), bezieht sich, wie Jackson erklärte, auf ihre roten Haare und das eher androgynes, jungenhaftes Äußeres. In der franko-kanadischen TV Show „Tout le monde en parle“ erklärt Elly, La Roux in einem Buch für Babynamen gefunden zu haben. Den Grammatikfehler erklärte sie nonchalant mit: „It was an English book!“
Den großen kommerziellen Erfolg verkraftete Elly Jackson psychisch schlecht und litt zeitweise unter Stimmverlust und Panikattacken. Langmaid, der schon im folkigen Vorgängerprojekt Automan der Duo-Partner gewesen war, wollte nicht länger der Wegbegleiter bleiben. Die Plattenfirma wollte weiter am Erfolgsprojekt La Roux verdienen und überbrückte die Durststrecke mit zweitrangigem Material für Sidetracked und einer Neuausgabe als La Roux (Gold Edition).
2014 Trouble in Paradise, das zweite Album von Eleanor Jackson als La Roux, bei dem sie auch bei der Musikproduktion tätig war – fünf Jahre nach dem zwei Millionen Mal verkauften Erstling. Das Album enthält neun Songs, an fünf davon wirkte Langmaid als Co-Autor mit. Er war zunächst auch an der Produktion beteiligt, bis sich das Duo trennte. Trouble in Paradise weckt laut Rolling Stone erneut Erinnerungen an The Human League und Yazoo, an Tom Tom Club und Tears for Fears. Die 1980er-Retromanie sei diesmal aber lockerer und zudem angereichert „um einige funkige Elemente“. Jackson ist es mit ihrem Co-Produzenten Ian Sherwin gelungen, ein „neoromantisches“ Album zu schaffen, in dem sich alles um Sex und Liebe dreht. Es konnte jedoch bezüglich der Charterfolge nicht an das Debütalbum anknüpfen.
Bereits im Vorfeld zur Produktion von Trouble in Paradise gab es musikalische Differenzen zwischen Polydor und Elly Jackson, da Elly sich nicht mehr mit dem Sound identifizieren konnte, der sie ursprünglich bekannt gemacht hatte. Während der Arbeit an einem dritten Album kam es erneut zu Spannungen und Jackson fühlte sich dabei nach eigenen Angaben in manchen Situationen „etwas manipuliert“. Nach einer Panikattacke trennte sie sich von dem Label. Stattdessen brachte sie 2020 ihr erstes reines Soloalbum Supervision bei ihrem eigenen Label Supercolour Records heraus. Der musikalische Stil des Albums wurde von Kritikern unter anderem mit dem von George Michael verglichen. Es hatte mäßigen kommerziellen Erfolg und kam auf Platz 20 der UK-Charts, die drei Singles gelangten nicht in die Charts. Mit Erscheinen ihres dritten Albums begann Elly Jackson sich offener über ihre Homosexualität zu äußern und gab an, sich zuvor von einer langjährigen Lebenspartnerin getrennt zu haben.
2014 kam es zum Outing als nicht-binär: „Ich habe keine Sexualität. Ich fühle mich weder als Frau noch als Mann. Ich gehöre weder zur schwulen noch zur heterosexuellen Gesellschaft, falls es so etwas gibt. Ich habe das Gefühl, dass ich in der Lage bin, mich in andere Menschen zu verlieben. Ich sage nicht, dass ich bisexuell bin, ich bin einfach sexuell!“
2020 outete Elly sich in einem Interview als bisexuell.
Im Mai 2022 erzielte Tion Wayne mit einer UK-Drill-Version des La-Roux-Hits In for the Kill unter dem Titel IFTK einen Charterfolg. Elly Jackson wirkt daran als Featuring mit und tritt in dem zugehörigen Musikvideo auf.

## Musikalischer Stil
Der Sound von La Roux ist in erster Linie geprägt von den britischen Synth-Pop-Bands der frühen bis mittleren 1980er Jahre wie Depeche Mode, Erasure, The Human League, Yazoo und den Eurythmics. Mit letzteren lässt sich auch das androgyne Erscheinungsbild Jacksons in Verbindung bringen. Allerdings steht das Album La Roux auch aktueller elektronischer Musik wie der von Zoot Woman und Robyn musikalisch nahe.

## Diskografie

### Studioalben
| Jahr | Titel               | Höchstplatzierung, Gesamtwochen, AuszeichnungChartplatzierungen (Jahr, Titel, Platzierungen, Wochen, Auszeichnungen, Anmerkungen) | Höchstplatzierung, Gesamtwochen, AuszeichnungChartplatzierungen (Jahr, Titel, Platzierungen, Wochen, Auszeichnungen, Anmerkungen) | Höchstplatzierung, Gesamtwochen, AuszeichnungChartplatzierungen (Jahr, Titel, Platzierungen, Wochen, Auszeichnungen, Anmerkungen) | Höchstplatzierung, Gesamtwochen, AuszeichnungChartplatzierungen (Jahr, Titel, Platzierungen, Wochen, Auszeichnungen, Anmerkungen) | Höchstplatzierung, Gesamtwochen, AuszeichnungChartplatzierungen (Jahr, Titel, Platzierungen, Wochen, Auszeichnungen, Anmerkungen) | Anmerkungen                           |
| Jahr | Titel               | DE | AT | CH | UK | US | Anmerkungen                           |
| ---- | ------------------- | --- | --- | --- | --- | --- | ------------------------------------- |
| 2009 | La Roux             | DE34 (13 Wo.)DE | AT54 (15 Wo.)AT | CH34 (10 Wo.)CH | UK2 Platin · (43 Wo.)UK | US70 (21 Wo.)US | Erstveröffentlichung: 26. Juni 2009   |
| 2010 | Sidetracked         | — | — | — | — | — | Erstveröffentlichung: 26. Juli 2010   |
| 2014 | Trouble in Paradise | DE33 (1 Wo.)DE | AT50 (1 Wo.)AT | CH17 (1 Wo.)CH | UK6 (4 Wo.)UK | US20 (1 Wo.)US | Erstveröffentlichung: 18. Juli 2014   |
| 2020 | Supervision         | DE85 (1 Wo.)DE | — | — | UK20 (1 Wo.)UK | — | Erstveröffentlichung: 7. Februar 2020 |

### Singles
| Jahr | Titel Album                                         | Höchstplatzierung, Gesamtwochen, AuszeichnungChartplatzierungen (Jahr, Titel, Album, Platzierungen, Wochen, Auszeichnungen, Anmerkungen) | Höchstplatzierung, Gesamtwochen, AuszeichnungChartplatzierungen (Jahr, Titel, Album, Platzierungen, Wochen, Auszeichnungen, Anmerkungen) | Höchstplatzierung, Gesamtwochen, AuszeichnungChartplatzierungen (Jahr, Titel, Album, Platzierungen, Wochen, Auszeichnungen, Anmerkungen) | Höchstplatzierung, Gesamtwochen, AuszeichnungChartplatzierungen (Jahr, Titel, Album, Platzierungen, Wochen, Auszeichnungen, Anmerkungen) | Höchstplatzierung, Gesamtwochen, AuszeichnungChartplatzierungen (Jahr, Titel, Album, Platzierungen, Wochen, Auszeichnungen, Anmerkungen) | Anmerkungen                                                                                  |
| Jahr | Titel Album                                         | DE | AT | CH | UK | US | Anmerkungen                                                                                  |
| ---- | --------------------------------------------------- | --- | --- | --- | --- | --- | -------------------------------------------------------------------------------------------- |
| 2009 | In for the Kill La Roux                             | DE92 (1 Wo.)DE | AT53 (4 Wo.)AT | — | UK2 ×2Doppelplatin · (50 Wo.)UK | — | Erstveröffentlichung: 15. März 2009                                                          |
| 2009 | Bulletproof La Roux                                 | DE13 Gold · (25 Wo.)DE | AT3 Platin · (31 Wo.)AT | CH42 (20 Wo.)CH | UK1 ×2Doppelplatin · (25 Wo.)UK | US8 ×2Doppelplatin · (27 Wo.)US | Erstveröffentlichung: 21. Juni 2009                                                          |
| 2009 | I’m Not Your Toy La Roux                            | — | — | — | UK27 (6 Wo.)UK | — | Erstveröffentlichung: 27. September 2009                                                     |
| 2011 | All of the Lights My Beautiful Dark Twisted Fantasy | DE— GoldDE | AT68 (1 Wo.)AT | CH46 (8 Wo.)CH | UK15 ×2Doppelplatin · (26 Wo.)UK | US18 ×7Siebenfachplatin · (28 Wo.)US | Erstveröffentlichung: 18. Januar 2011 Verkäufe: + 8.780.000 Kanye West feat. Various Artists |
| 2014 | Uptight Downtown Trouble in Paradise                | — | — | — | UK63 (1 Wo.)UK | — | Erstveröffentlichung: 28. Mai 2014                                                           |
| 2022 | IFTK –                                              | — | — | — | UK6 Platin · (22 Wo.)UK | — | Erstveröffentlichung: 17. Mai 2022 Tion Wayne feat. La Roux                                  |

Weitere Singles
- 2008: Quicksand
- 2008: Tigerlily
- 2010: Under My Thumb
- 2010: Armour Love
- 2019: International Woman of Leisure
- 2021: Bulletproof (mit Gamper & Dadoni, UK: Silber)
- 2022: Feedback
- 2023: Discoproof

## Auszeichnungen für Musikverkäufe
| Goldene Schallplatte - Australien - 2009: für das Album La Roux - Brasilien - 2024: für die Single All of the Lights - Dänemark - 2023: für die Single Bulletproof - Frankreich - 2024: für die Single Bulletproof - Italien - 2024: für die Single Bulletproof - 2025: für die Single All of the Lights - Neuseeland - 2015: für die Single In for the Kill - 2021: für das Album La Roux | Platin-Schallplatte - Australien - 2015: für die Single In for the Kill - Dänemark - 2022: für die Single All of the Lights - Irland - 2009: für das Album La Roux - Kanada - 2010: für die Single Bulletproof 2× Platin-Schallplatte - Australien - 2014: für die Single Bulletproof - 2015: für die Single All of the Lights - Neuseeland - 2023: für die Single Bulletproof 4× Platin-Schallplatte - Neuseeland - 2025: für die Single All of the Lights |

Anmerkung: Auszeichnungen in Ländern aus den Charttabellen bzw. Chartboxen sind in ebendiesen zu finden.
| Land/RegionAuszeichnungen für Musikverkäufe (Land/Region, Auszeichnungen, Verkäufe, Quellen) | Silber  | Gold       | Platin       | Verkäufe  | Quellen                           |
| -------------------------------------------------------------------------------------------- | ------- | ---------- | ------------ | --------- | --------------------------------- |
| Australien (ARIA)                                                                            | —       | Gold1      | 5× Platin5   | 385.000   | aria.com.au                       |
| Brasilien (PMB)                                                                              | —       | Gold1      | —            | 30.000    | pro-musicabr.org.br               |
| Dänemark (IFPI)                                                                              | —       | Gold1      | Platin1      | 135.000   | ifpi.dk                           |
| Deutschland (BVMI)                                                                           | —       | 2× Gold2   | —            | 400.000   | musikindustrie.de                 |
| Frankreich (SNEP)                                                                            | —       | Gold1      | —            | 100.000   | snepmusique.com                   |
| Irland (IRMA)                                                                                | —       | —          | Platin1      | 15.000    | irishcharts.ie                    |
| Italien (FIMI)                                                                               | —       | 2× Gold2   | —            | 100.000   | fimi.it                           |
| Kanada (MC)                                                                                  | —       | —          | Platin1      | 40.000    | musiccanada.com                   |
| Neuseeland (RMNZ)                                                                            | —       | 2× Gold2   | 6× Platin6   | 195.000   | aotearoamusiccharts.co.nz NZ2 NZ3 |
| Österreich (IFPI)                                                                            | —       | —          | Platin1      | 30.000    | ifpi.at                           |
| Vereinigte Staaten (RIAA)                                                                    | —       | —          | 9× Platin9   | 9.000.000 | riaa.com                          |
| Vereinigtes Königreich (BPI)                                                                 | Silber1 | —          | 8× Platin8   | 4.560.000 | bpi.co.uk                         |
| Insgesamt                                                                                    | Silber1 | 10× Gold10 | 32× Platin32 |           |                                   |

## Auszeichnungen
- Grammy 2011: Bestes Dance Album „La Roux“